# Aeropuerto de Ålesund-Vigra
El Aeropuerto de Ålesund-Vigra (en noruego: Ålesund lufthavn, Vigra) (IATA: AES, OACI: ENAL) es el aeropuerto que presta servicio a la ciudad de Ålesund, en la provincia de Møre og Romsdal y los distritos de Sunnmøre, Nordfjord y Romsdal, en Noruega. Se encuentra en la isla de Vigra, en el municipio de Giske, a unos 12 km al noreste de Ålesund. En 2013 superó  el millón de pasajeros, y está experimentando un rápido crecimiento de vuelos internacionales, puesto que es el único con este tipo de vuelos entre Bergen y Trondheim. Como resultado, está operando prácticamente a máxima capacidad y está planeada una ampliación. Es también uno de los siete aeropuertos que generan beneficios en el país, que se utilizan para financiar a los menos rentables.
Desde aquí ofrecen vuelos regulares Norwegian, Scandinavian Airlines, KLM, airBaltic, Widerøe y Wizz Air.

## Aerolíneas y destinos

### Destinos nacionales
| Ciudades  | Aeropuerto                     | Aerolíneas    | Aeronaves | Frecuencias semanales |
| Noruega   | Noruega                        | Noruega       | Noruega   | Noruega               |
| --------- | ------------------------------ | ------------- | --------- | --------------------- |
| Bergen    | Aeropuerto de Bergen-Flesland  | Widerøe       |           |                       |
| Oslo      | Aeropuerto de Oslo-Gardermoen  | Norwegian SAS | B737 A3xx |                       |
| Trondheim | Aeropuerto de Trondheim-Værnes | Widerøe       |           |                       |

### Destinos internacionales
| Ciudades por países | Nombre del aeropuerto                         | Aerolíneas                                           | Aeronaves | Frecuencias semanales |
| Europa              | Europa                                        | Europa                                               | Europa    | Europa                |
| ------------------- | --------------------------------------------- | ---------------------------------------------------- | --------- | --------------------- |
| Alemania            |                                               |                                                      |           |                       |
| Fráncfort del Meno  | Aeropuerto de Fráncfort del Meno              | Discover Airlines (Estacional)                       | A3xx      |                       |
| Dinamarca           |                                               |                                                      |           |                       |
| Copenhague          | Aeropuerto de Copenhague-Kastrup              | SAS (Estacional)                                     | A3xx      |                       |
| España              |                                               |                                                      |           |                       |
| Alicante            | Aeropuerto de Alicante-Elche Miguel Hernández | Norwegian (Estacional)                               | B737      |                       |
| Gran Canaria        | Aeropuerto de Gran Canaria                    | Norwegian (Chárter Estacional)                       | B737      |                       |
| Palma de Mallorca   | Aeropuerto de Palma de Mallorca               | Braathens International Airways (Chárter Estacional) | A3xxceo   |                       |
| Países Bajos        |                                               |                                                      |           |                       |
| Ámsterdam           | Aeropuerto de Ámsterdam-Schiphol              | KLM                                                  |           |                       |
| Polonia             |                                               |                                                      |           |                       |
| Gdansk              | Aeropuerto de Gdańsk-Lech Wałęsa              | Wizz Air                                             | A32x      |                       |
| Reino Unido         |                                               |                                                      |           |                       |
| Londres             | Aeropuerto de Londres-Gatwick                 | Norwegian (Estacional)                               | B737      |                       |

## Transporte terrestre
Un servicio de autobús desde el centro de la ciudad (Ålesund/Sentrum) y la periferia (Moa) sale cada 30 minutos hacia el aeropuerto.